# Cmentarz wojenny w Adelinie
Cmentarz wojenny w Adelinie – cmentarz z I wojny światowej znajdujący się opodal wsi Adelina w województwie lubelskim, w powiecie opolskim, w gminie Chodel.
Cmentarz ma kształt prostokąta o wymiarach około 26 na 16 m. Położony jest na północ od wsi na skraju lasu w pobliżu polnej drogi Książ - Siewalka. W pierwotnym założeniu składał się z 10 mogił 6 zbiorowych i 4 pojedynczych. Pierwotnie cmentarz był otoczony drutem kolczastym na dębowych słupkach. Obecnie brak jest ogrodzenia.
Na cmentarzu jest pochowanych 144 żołnierzy poległych w dniach 27 sierpnia 1914 oraz 17 oraz 23-24 lipca 1915:
- 73 żołnierzy austro-węgierskich m. in z IR 12, IR 18, IR 25 oraz HonvIR 18
- 71 rosyjskich.